# Spookslot (Efteling)
Het Spookslot was een spookhuis in het Nederlandse attractiepark de Efteling dat was ingericht als animatronicsshow. Het Spookslot lag in het themagebied Anderrijk en was de eerste grote attractie buiten het Sprookjesbos. De attractie werd in 2022 afgebroken om plaats te maken voor zijn opvolger Danse Macabre.

## Geschiedenis

### Bouw en opening
Op 23 juli 1976 werd in het Brabants Dagblad de eerste aankondiging gedaan van de bouw van Europa's grootste spookslot in de Efteling in Kaatsheuvel. Het artikel vermeldde dat de ruïne licht hellend zou komen te staan op een heuvel tussen het Sprookjesbos en de roei- en kanovijver. De geschatte kosten van de bouw bedroegen 2,5 miljoen gulden (omgerekend 1,1 miljoen euro), waarmee de attractie de duurste ging worden die de Efteling tot dan toe had gebouwd. De bouw van het complex nam ruim anderhalf jaar in beslag. De uiteindelijke kosten bedroegen ruim 3,5 miljoen gulden (omgerekend 1,6 miljoen euro).
De officiële opening van het Spookslot vond plaats op 10 mei 1978 door Ted Hazekamp, de toenmalig staatssecretaris van Economische Zaken. Er vond op het plein voor het Spookslot een openingsceremonie plaats waar acteursgroep The Phantom Captain uit het Verenigd Koninkrijk werd ingehuurd. Twee dagen later werd op de televisie een special uitgezonden met in de hoofdrol de Engelse zangeres Kate Bush. Het was haar allereerste televisieoptreden. De opnames vonden onder meer plaats in en rondom de te openen spookruïne.

### Latere aanpassingen

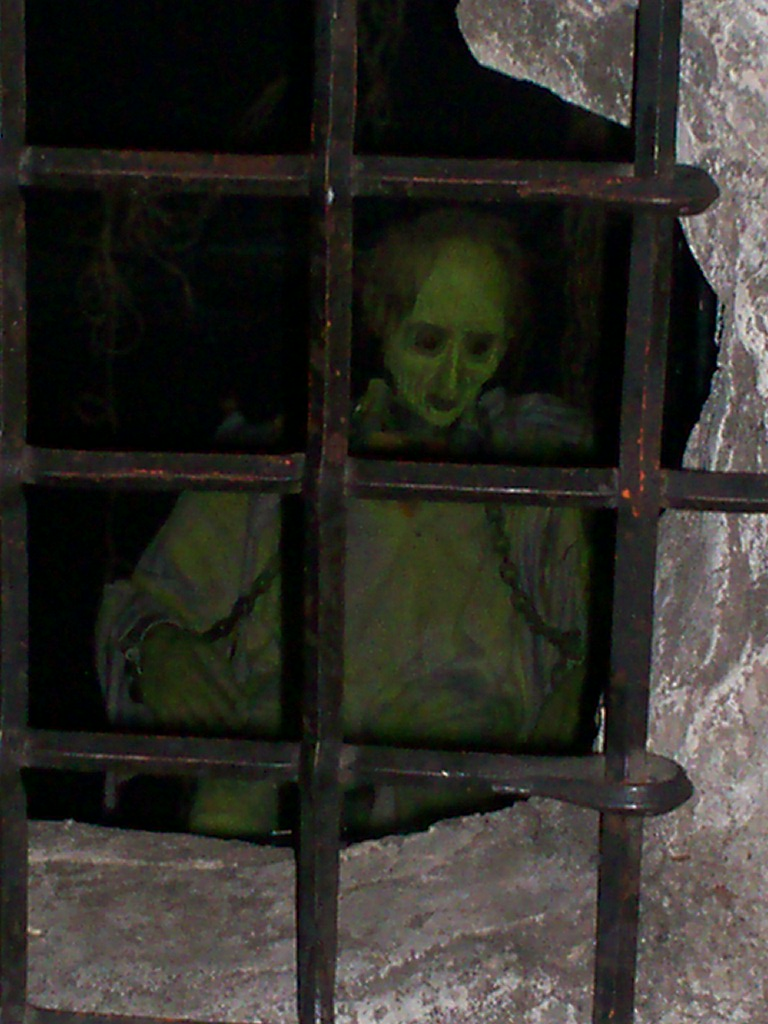
De jammerende man in de wachtrij werd pas jaren na de opening toegevoegd.

Op de plek waar de jammerende man zat, zaten tot 1986 lichtgevende, spiedende oogjes, waar geluid vandaan kwam. Het is altijd aangenomen dat dit een krokodil was. Het geluid is nu nog te horen in Fata Morgana bij de krokodillen aldaar. In de jaren 80 van de 20e eeuw had de vrouw van de componist Ruud Bos een nieuwe show ontwikkeld voor het Spookslot. Dit plan ging uiteindelijk niet door. Ton van de Ven had, om het Spookslot te vernieuwen, ook ontwerpen gemaakt om een animatronic van een dirigent in de hoofdshow te plaatsen. Dit plan is nooit doorgegaan vanwege de technische uitdagingen. In plaats daarvan werd de Trollenkoning gerealiseerd. De dirigent is er uiteindelijk wel gekomen in de vervangende attractie Danse Macabre.
In 1995 werd het horecapunt de Witte Walvis vergroot door het 'dieper' te maken. Sinds de Winter Efteling van 2007-2008 stond in de catacomben een grafzerk met daarop de naam "Kate Bush". De zerk, gebruikt voor de tv-opnames van de zangeres in 1978, heeft daarna achter de schermen van het Spookslot opgeslagen gelegen. In 2003 lag de steen ter gelegenheid van het 25-jarig bestaan van de attractie tijdelijk naast het exterieur van het slot.

### Sluiting en afbraak
In de 21e eeuw liepen de kosten om het Spookslot operationeel te houden steeds hoger op. Zo werd in 2010 het volledige lichtprogramma vervangen, zodat de attractie were drie jaar mee kon. Ook zag de Efteling de bezoekersaantallen van de attractie dalen. Op 24 januari 2022 liet de directeur van de Efteling in een interview met het Brabants Dagblad weten dat in de zomer van 2022 de attractie voorgoed gesloten zou worden. De aankondiging om de attractie te slopen bracht weerstand. Organisaties die zich bezig houden met het behoud van erfgoed probeerden de sloop tegen te houden. Uiteindelijk moest de gemeente Loon op Zand besluiten dat het Spookslot geen monumentale status zou krijgen.

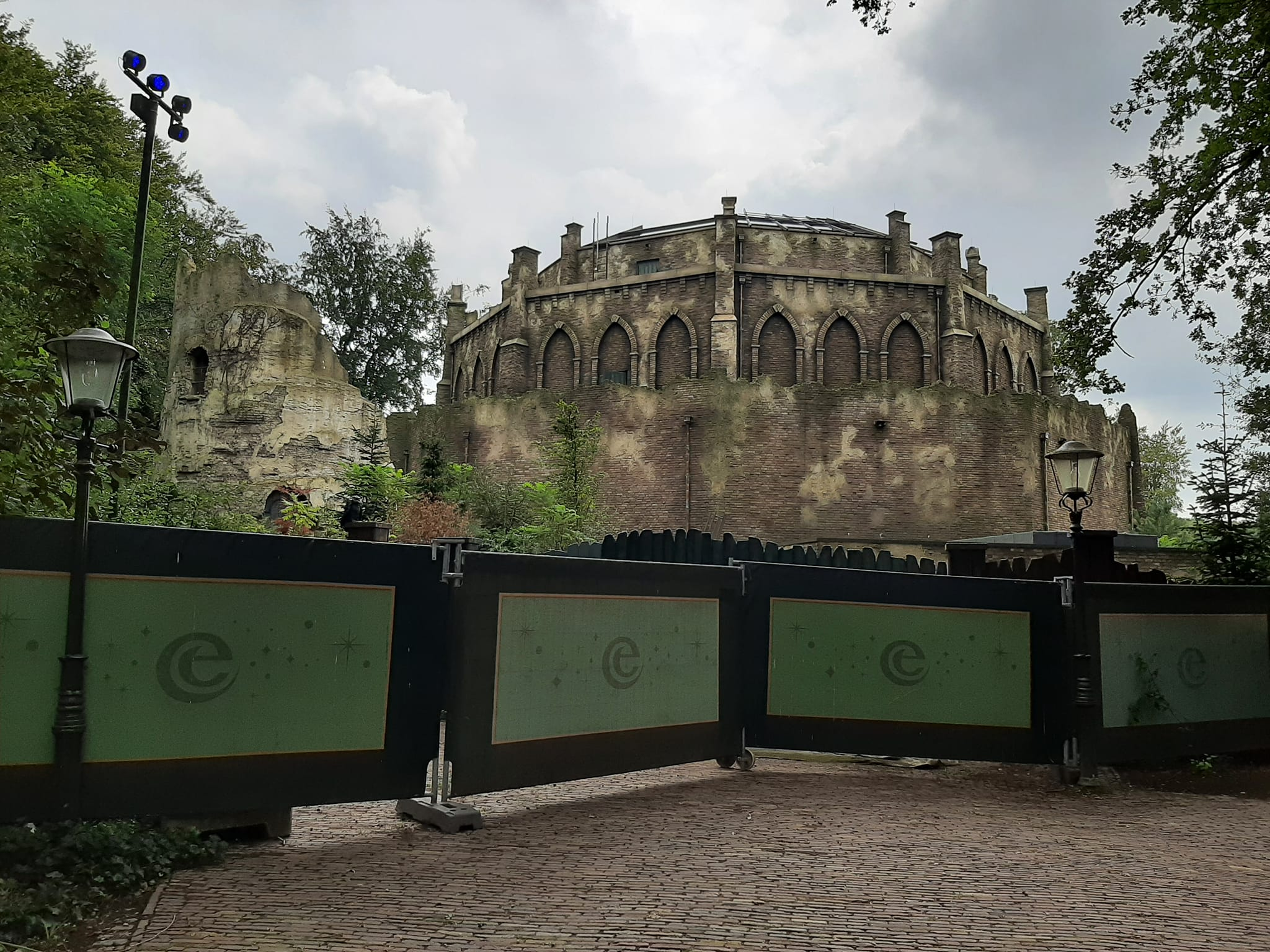
De toren links was onderdeel van het Spookslot en fungeert sinds 2024 als decoratie-element van Danse Macabre.

Als onderdeel van de sluitingsceremonie bracht de Efteling diverse merchandise uit van het Spookslot, waaronder een speldje van een viool en een boek over het Spookslot. Beide in beperkte oplage. Het boek werd verkocht in het park zelf. Dit leidde tot een massale toeloop van bezoekers, waardoor er chaotische taferelen ontstonden. Het boek werd daarom later bijgedrukt en kon online een exemplaar gereserveerd worden. Ook werd er een documentaire gemaakt over het Spookslot door de Efteling. Hierin kwamen oud-medewerkers die betrokken waren bij de realisatie aan het woord. Verschillende scènes werden opgenomen in het decor. Ook nam de Efteling een volledige onridevideo op die deels gefilmd werd vanuit het decor. Zowel de documentaire als de onridevideo werden op YouTube geplaatst. Op 4 september 2022 was het Spookslot voor het laatst te bezoeken. De laatste voorstellingen trokken veel bezoekers en kreeg ook aandacht van de pers. Na de laatste rit sloot het Eftelingpersoneel dat in het Spookslot werkte letterlijk en figuurlijk de poort. Kort na 4 september begon de sloop van het Spookslot om plaats te maken voor Danse Macabre. Een aantal dagen ervoor werden hier al voorbereidingen voor getroffen. Tijdens de afbraak van het Spookslot bleek dat een deel van de constructie nog hergebruikt kond worden. Onder meer een deel van de constructie waar de achthoekige zaal zich in bevond, kon bewaart blijven. De constructie is geen onderdeel van de attractie Danse Macabre geworden, maar staat naast de abdij als decoratie.

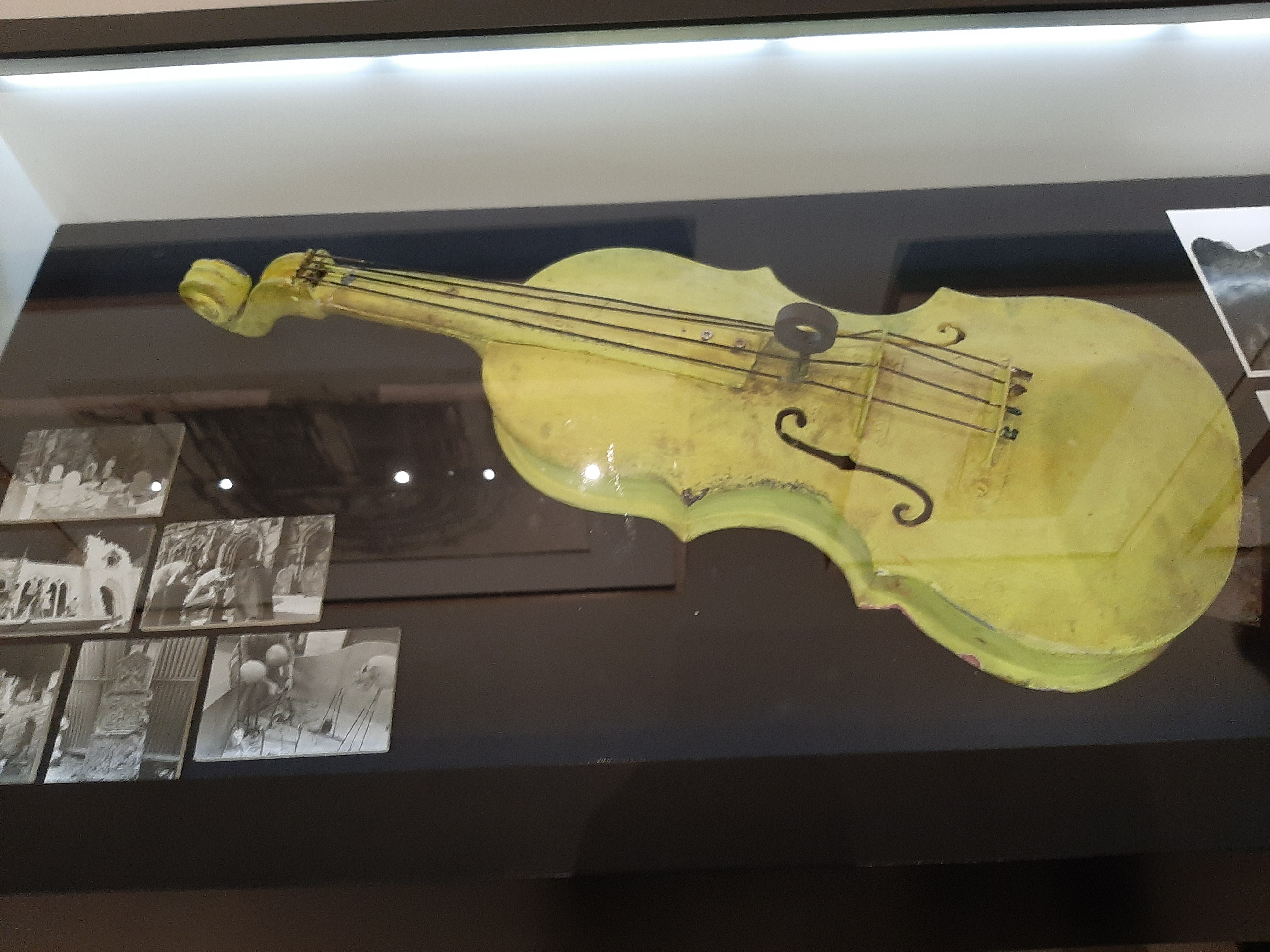
De viool uit het Spookslot werd tentoongesteld tijdens Efteling: De Tentoonstelling.

Een jaar later publiceerde een fanclub een 100 minuten durende documentaire over de Efteling, waarbij ook een aantal kopstukken die betrokken waren bij de bouw werden geïnterviewd. De documentaire werd een aantal keren in 2023 en 2024 vertoond in de Theater de Leest in Waalwijk. Ook werd de documentaire in de filmzaal van de attractie Fabula afgespeeld voor personeel van de Efteling. In de zomer van 2024 werd de volledige documentaire in twee delen op YouTube geplaatst. In 2023 werden een aantal decorstukken van het Spookslot tentoongesteld tijdens Efteling: De Tentoonstelling, waaronder de viool. Een van de dansende geesten uit de catacomben werd overgeplaatst naar het Efteling Museum. De pop is daar alleen zichtbaar door in een spiegel te kijken.

## Ritbeschrijving

### Wachtrij

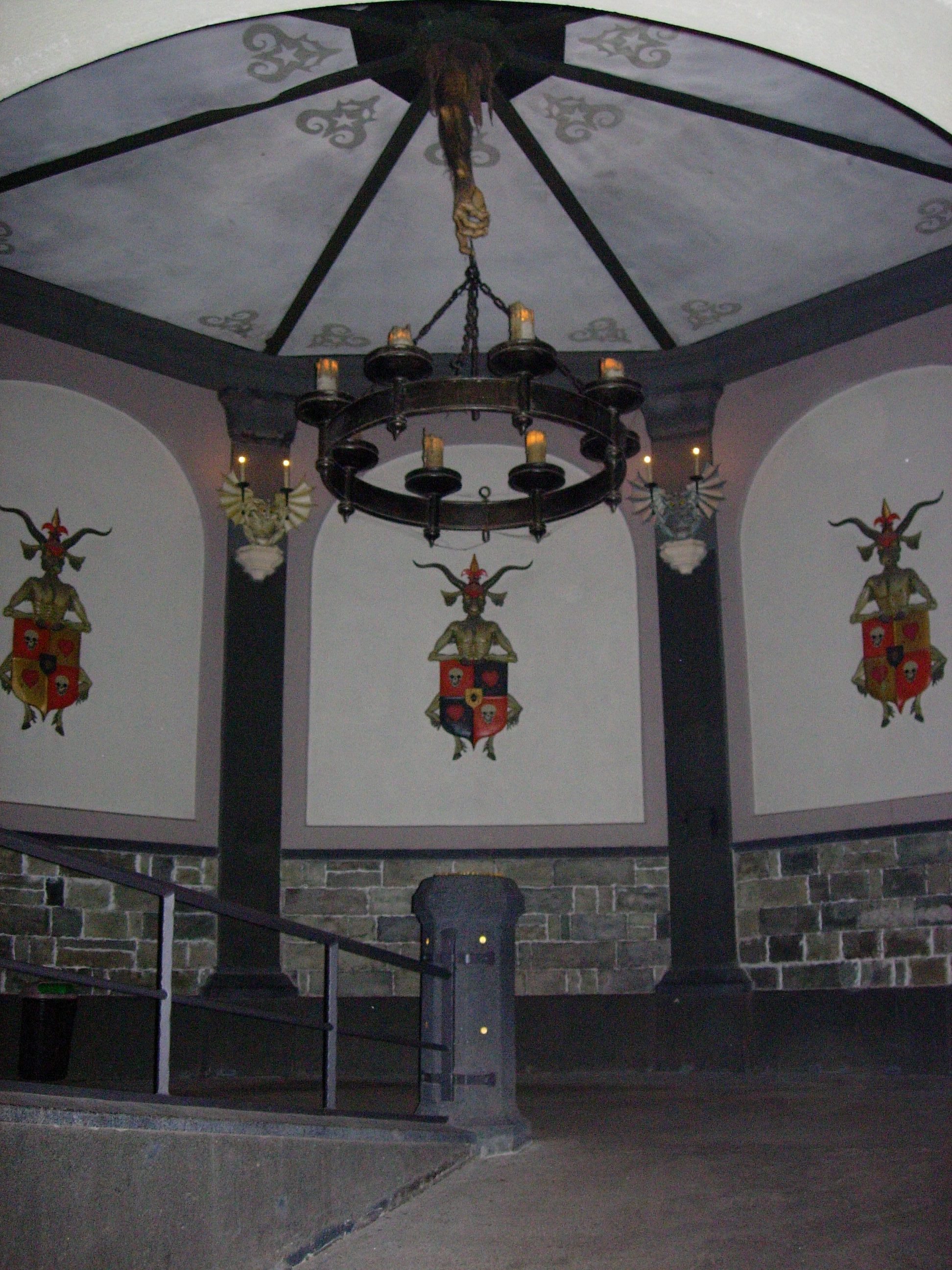
De Ronde Zaal. Aan het plafond hing een arm die de kroonluchter draagt. Aan de muren hangen mythische wezens die een schild vasthouden.

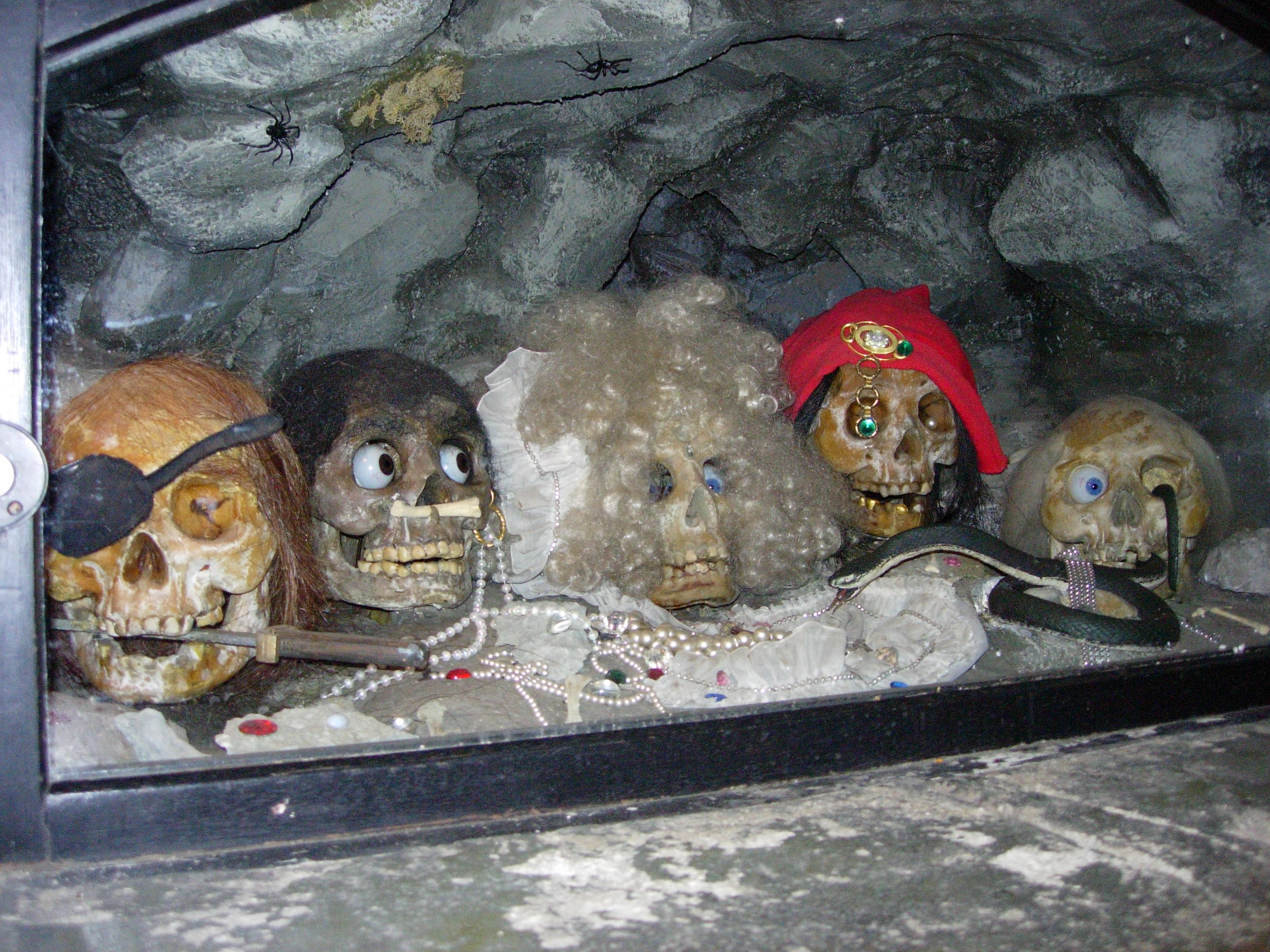
De bewegende schedels.

Na het betreden van het slot door de hoofdingang, liep men door een donkere gang waar men vreemde ontdekkingen deed. Men maakte er onder andere kennis met een aantal bewegende schedels en een jammerende man. Vervolgens kwam men in een achthoekige zaal die ook wel de ronde zaal genoemd werd waar om de 10 minuten het verhaal werd verteld waar de hoofdshow over ging (dit verhaal werd verteld door Tom van Beek). Hierna werd het licht gedimd, de door een arm vastgehouden kroonluchter in de zaal begon heen en weer te slingeren en er klonken raadselachtige sitargeluiden, het sonore gegalm van klokken en woest gegrom. Plots verlichtte het plafond en verschenen gevleugelde figuren, vlederiken genaamd. Deze doken net tot het plafond naar beneden tot het plots leek te onweren, en de vlederiken verdwenen, het licht weer aan ging en de kandelaar weer stil ging hangen.
Vervolgens kwam men bij een schim van een Oosterse geest met een glazen bol op schoot, waarin een gezicht verscheen van een oriëntaals meisje. Haar gezicht veranderde onder begeleiding van luide onweersgeluiden in een schedel, wiens valse gelach door de hal en de ronde zaal klonk. Vervolgens moest men wachten tot de deuren openden en men de kijkruimte van de als kloosterruïne vormgegeven hoofdshow kon betreden. Als de deuren sloten ging het licht in de kijkruimte uit.

### Hoofdshow

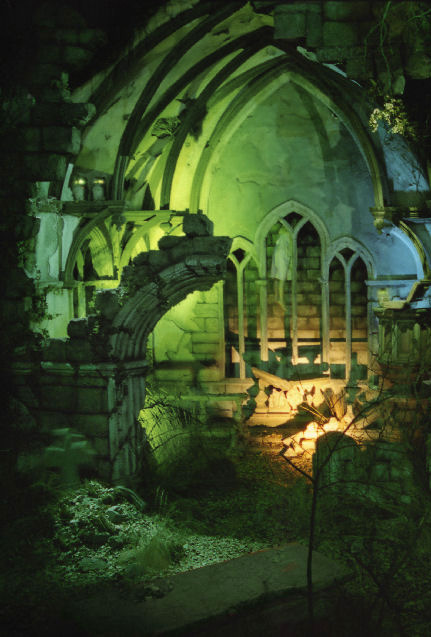
Linkerzijde van de hoofdshow. Op de achtergrond hangt een persoon aan een touw, verbonden met het klokkenspel.

De hoofdshow startte met het ruisen van de wind en het luiden van de klok door een duivelachtig figuurtje dat volgens het verhaal van de hoofdshow een betoverde kraai was. Aan het klokkenkoord bengelde het lijk van de tuinman die, volgens het verhaal, de boze heks Visculamia betrapte toen zij vermomd als jonge maagd de burggraaf Van Capelle van Kaatsheuvel zijn sprookjes wilde afnemen. Nadat de klok twaalfmaal had geslagen, verschenen in een hooggelegen raam drie oude mannen, die weeklagen over het gebeuren. Volgens het verhaal waren het drie rechters die Visculamia tot de brandstapel veroordeelden. Wanneer de rechters verdwenen waren, wandelden vijf gezichtsloze monniken die een gregoriaans lied zongen, met kaarsen in hun handen de kloostergang onder hen door.

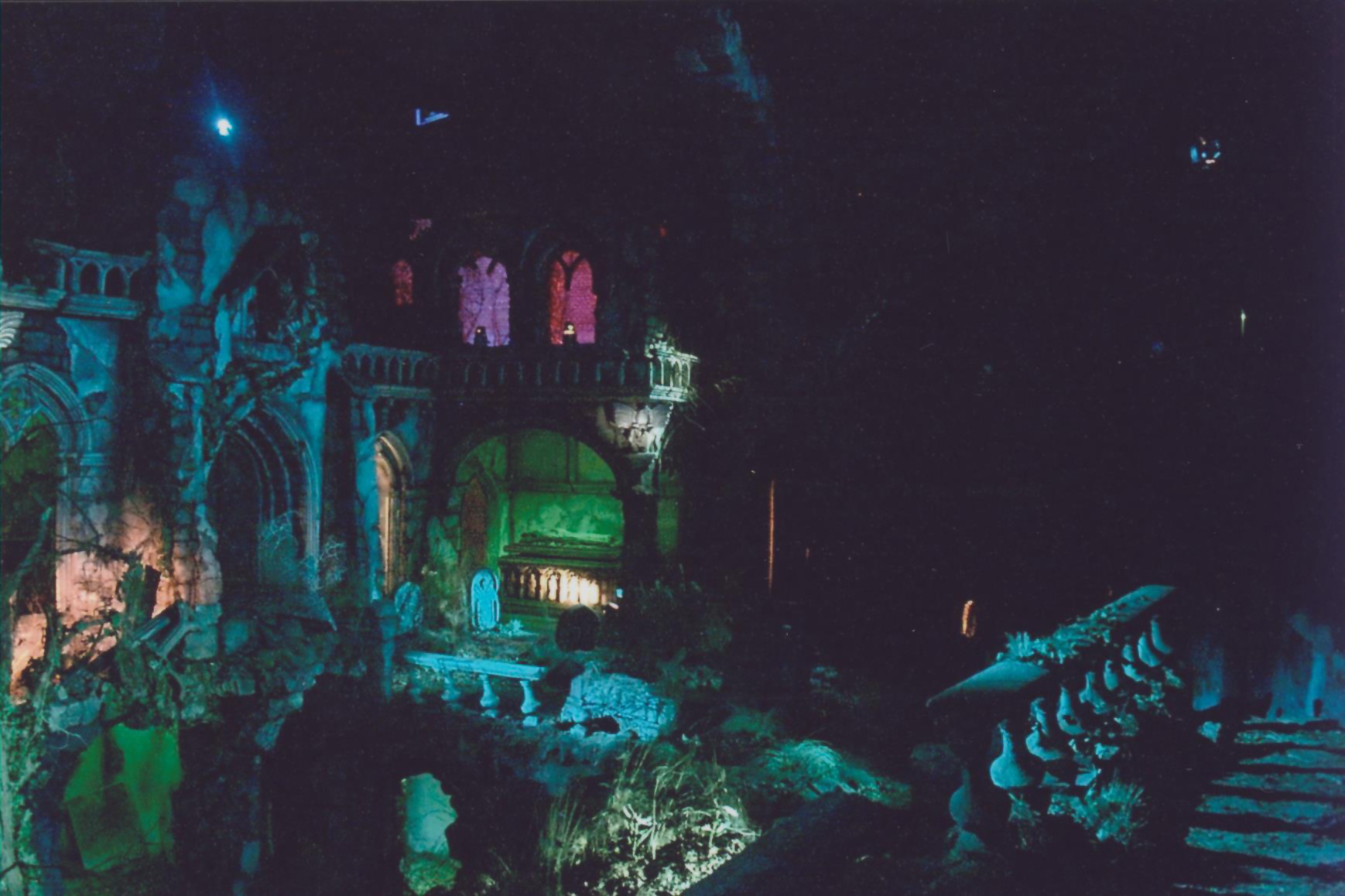
De rechterzijde van de hoofdshow.

Wanneer de monniken de gang doorgelopen waren en de deur achter hen dichtviel, verscheen er in de catacomben onder de monnikengang een groene, zwevende viool, die de ingekorte versie van de Danse macabre van Camille Saint-Saëns speelde. In de catacomben bevond zich een zerk met de opdruk 'Den Hegarty'. Dit lijkt Oudnederlands, maar is een verwijzing naar een Ierse rockzanger die tijdens de bouw op de radio te horen was. Tijdens deze dans dwaalden de geest van de burggraaf en zijn dochter Esmeralda rond in de catacomben. Bloemen begonnen te wiegen, hekken en grafstenen te dansen. Uit een sarcofaag in de rechtervleugel van de voorstelling kwam een skelet tevoorschijn: het stoffelijk overschot van de burggraaf en uit een grafkist aan de linkerzijde kwam dat van zijn dochter omhoog. Nabij de sarcofaag van de burggraaf was een brandstapel, waar de heks Visculamia tweemaal verscheen en vervolgens verdween. Aan het einde van de show klonken zware donderslagen en viel het geheel stil. De viool speelde nog het laatste deel van de Danse macabre en de voorstelling was voorbij.
De voorstelling duurde ongeveer zes en een halve minuut.

## Ontwerp en techniek
Het ontwerp van Ton van de Ven toonde de ruïne van een ooit luisterrijk oud-Keltisch kasteel. Wat uiteindelijk overbleef waren de hoofdingang, de toren met daarvoor een kleine begraafplaats en verwijzingen naar een aangebouwde kapel. De kloostertuin van de hoofdshow was gebouwd in gotische stijl. Zowel het exterieur als het interieur waren, naast de meer historische bouwstijlen, gegoten in de stijl van Anton Pieck.
In de buitenkant van het Spookslot waren diverse gezichten verwerkt. Het grootste gezicht werd gevormd door de entree zelf: twee vensters boven de hoofdingang vormden de ogen en de entreepoort fungeerde als mond die de bezoeker 'opslokte'. In een van de vensters bevond zich een 'traanklier': als het regende, sijpelde hier hemelwater door.
Verder zat er net links van de ingang een schedelvorm in de muur verwerkt. Ook zag je boven de toegangspoort een kop zitten met een dikke snor. Deze decoratie was ook in het klein te zien bij de twee kleine raampjes boven de poort.
In de hoofdshow werd een aantal keer gebruikgemaakt van het Pepper's ghost effect, onder andere bij Visculamia, de zwevende viool en de geesten in de catacomben.

## Spookslotplein en faciliteiten
Rondom het Spookslot waren diverse faciliteiten te vinden zoals horeca. Ook was er een Hollebolle Gijs te vinden.

### Spookslotplein

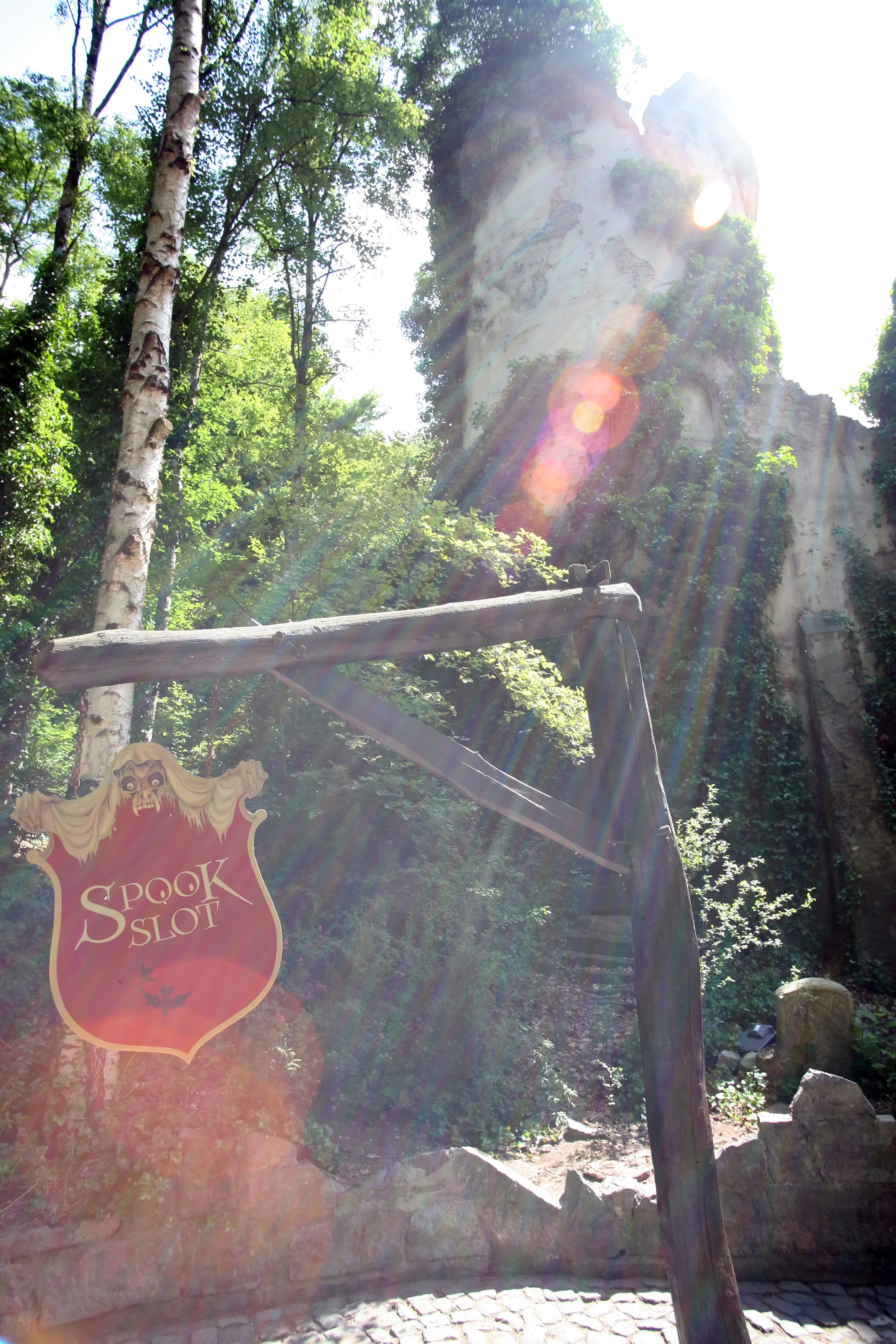
Uithangbord bij de entree.

Aan de entreezijde van het Spookslot lag een plein. Dit werd het Spookslotplein genoemd. Het plein was te benaderen via de achterzijde van het Spookslot of via de Pardoes Promenade. Wanneer het plein betreden werd via de Pardoes Promenade passeerde men een ijzeren hek met een enorm hangslot eraan. Direct hierachter is een stalling voor kinderwagens te vinden. Midden op het plein stond een gemetselde waterput. De waterput was afgesloten met houten planken. Gedurende de Winter Efteling kwamen er geluidseffecten uit de put, waaronder gegrom. Een bord gaf aan dat uitgekeken moest worden voor de Verschrikkelijke sneeuwman.
Naast de entree, in de plantsoenen, stonden diverse grafzerken. De namen op de grafzerken waren meestal knipogen naar bijvoorbeeld bestaande personen of organisaties. Zo stond Kate Bush op een van de grafstenen. Op een van de grafzerken stond op de bovenzijde zowel het logo van de Nederlandse Spoorwegen als het (oude) logo van de Rabobank afgebeeld. Dit waren verwijzingen naar partners van het attractiepark. Esmeralda, de dochter van de graaf, leefde volgens haar grafsteen van MCCC (1300) tot MCCVI (1206). Ze is dus theoretisch -94 jaar oud geworden.

### Matroos Gijs

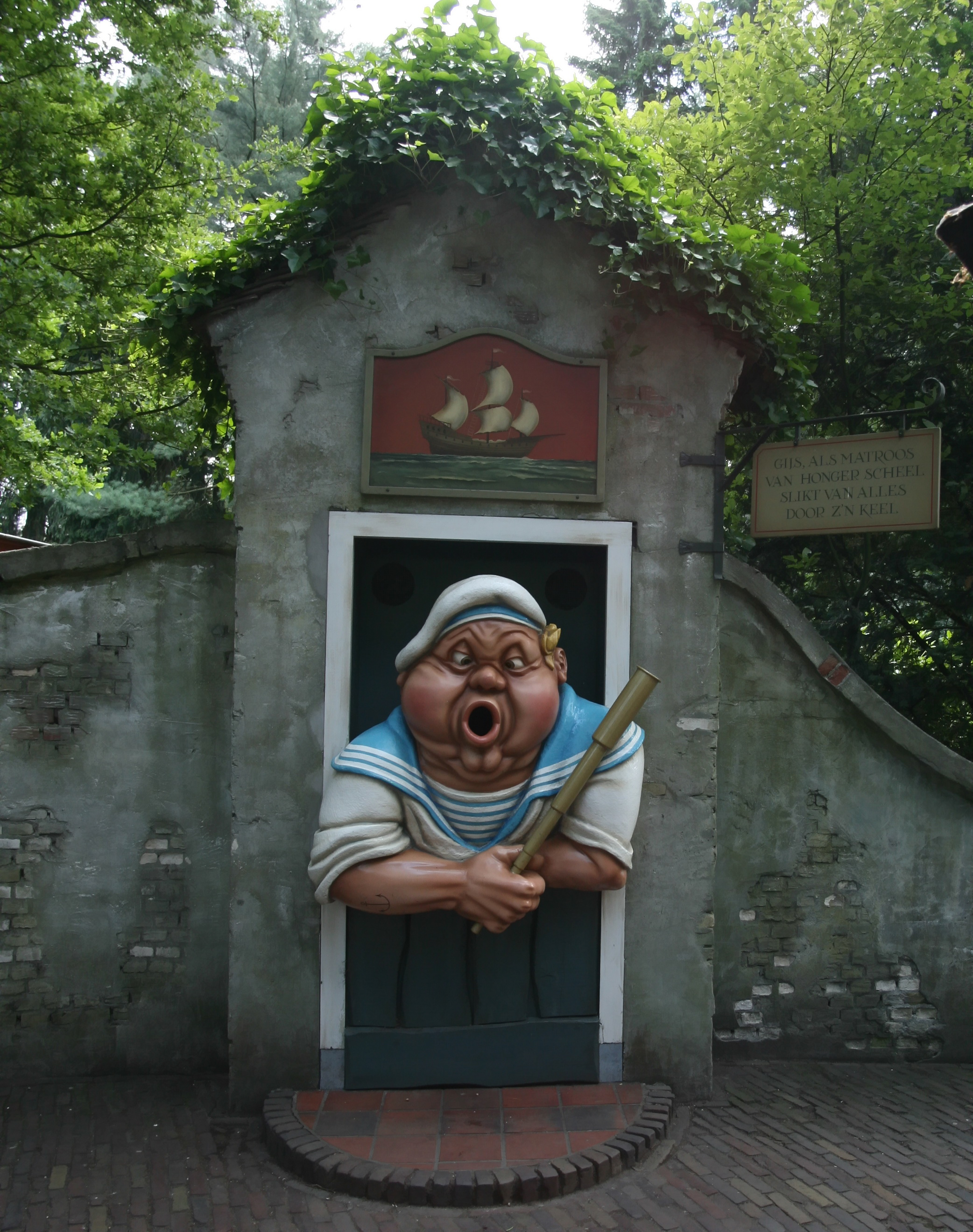
Matroos Gijs anno 2010.

Aan het plein aan de achterzijde van het Spookslot was Matroos Gijs te vinden sinds 1978. Hij was ontworpen door Anton Pieck. Matroos Gijs was, zoals de naam het al aangeeft, afgebeeld als een matroos in witte en lichtblauwe kleding. Ook droeg hij een baret en had hij in zijn rechterhand een Hollandse kijker. Op zijn rechterarm stond een tatoeage van een anker afgebeeld. Boven Matroos Gijs hing een afbeelding van een zeilschip met rode achtergrond. Deze afbeelding hangt in In den Swarte Kat sinds de opening van het horecapunt in 2023. Naast Matroos Gijs hing een uithangbord met de tekst: "Gijs, als matroos, van honger scheel, slikt van alles door z'n keel". De stem van Hollebolle Gijs werd ingesproken door Henk Smulders. Een van de vormgevers die voor de Efteling gewerkt heeft. Voor Matroos Gijs was een picknickplaats aanwezig. Met de afbraak van het Spookslot werd ook Matroos Gijs verwijderd. Voor hem kwam Broeder Gijs in de plaats.

### De Witte Walvis

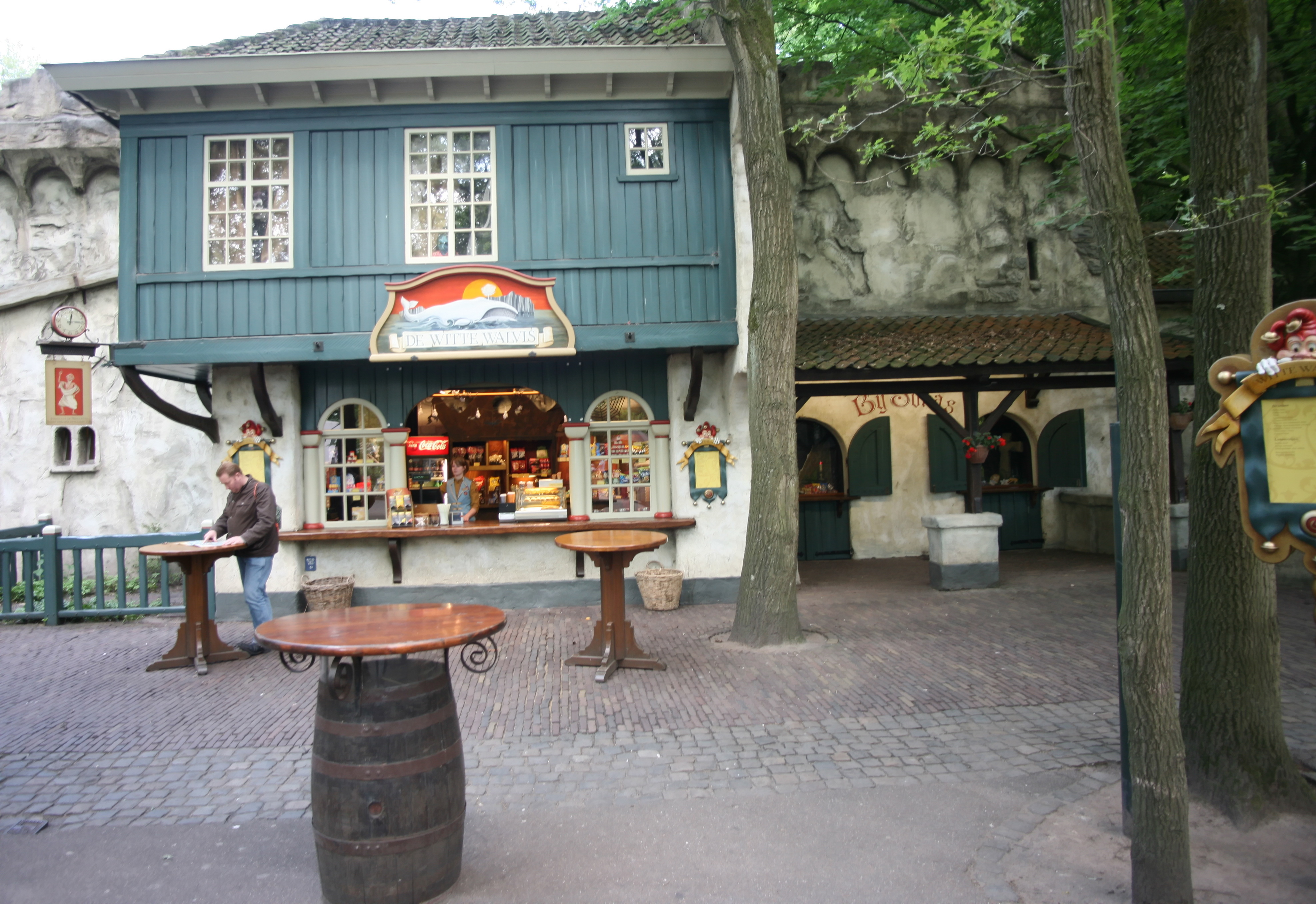
Vooraanzicht van De Witte Walvis. Rechts de souvenirwinkel Bij Jonas.

Tegelijk met de opening van het Spookslot opende horecapunt De Witte Walvis aan de achterzijde van de attractie. Het horecapunt was een uitbouw van het Spookslot. De voorgevel op de eerste verdieping bestond uit blauwe houten planken met daarop een bord met de afbeelding van een walvis. Achter de ramen stonden griezelobjecten opgesteld. De naam verwijst naar de verhaal van de profeet Jona die drie dagen in de buik van een vis overleefde. De Witte Walvis was een afhaalpunt. Er werd onder meer ijs en frisdrank verkocht. Naast De Witte Walvis lag souvenirwinkel Bij Jonas.

### Bij Jonas
Bij Jonas was een souvenirwinkel aan de achterzijde van het Spookslot. Het lag naast horecapunt De Witte Walvis. De naam verwijst, net als De Witte Walvis, naar de profeet Jona. De souvenirwinkel bestond uit twee ramen die gesloten konden worden met houten raamluiken. Bezoekers konden de winkel niet in en verkoop verliep daardoor via een balie. Voor de winkel hing een houten overkapping. De winkel opende bij de opening van het Spookslot en sloot in de jaren 80 de deuren. De balies werden vervangen door twee etalages waarin thematische decoratie te vinden was die aansloot bij het Spookslot.

### Heksenpad

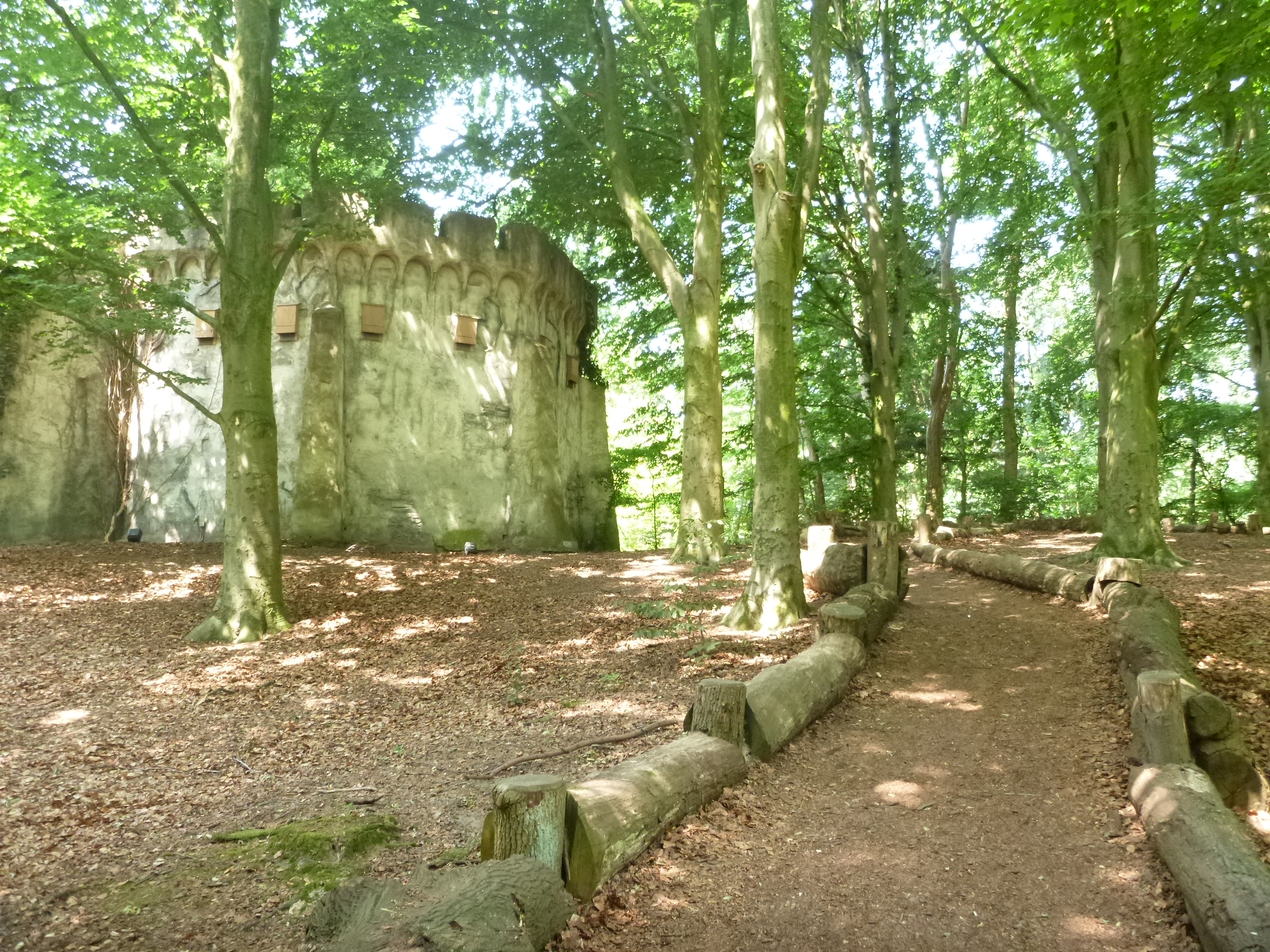
Het Heksenpad met links het Spookslot.

Het Heksenpad was een wandelpad dat door de bossen achter het Spookslot langs liep. En werd aangelegd in 2004 als onderdeel van een groenplan van het park. Het pad begon aan het Spookslotplein. De naam Heksenpad is door fans gegeven en is niet door de Efteling bedacht. Een houten bord gaf het Heksenpad aan, maar deze is nooit de Efteling zelf geplaatst, maar door een onbekend persoon. In 2005 was het bord weer verdwenen. Met de afbraak van het Spookslot werd het pad gesloten voor bezoekers. Sinds de opening van Danse Macabre fungeert het pad als dienst- en vluchtweg.

## Muziek
De muziek van het Spookslot is gebaseerd op het symfonisch gedicht Danse macabre van de Franse componist Camille Saint-Saëns. Dit iconische muziekstuk werd destijds pas in een laat stadium aan het ontwerp van het Spookslot toegevoegd. Terwijl de bouw al in volle gang was, zocht ontwerper Ton van de Ven nog naar een geschikte muzikale omlijsting. Zijn eisen waren specifiek: de muziek moest sfeervol en aangenaam zijn, maar ook een subtiele rilling opwekken zonder angst aan te jagen.

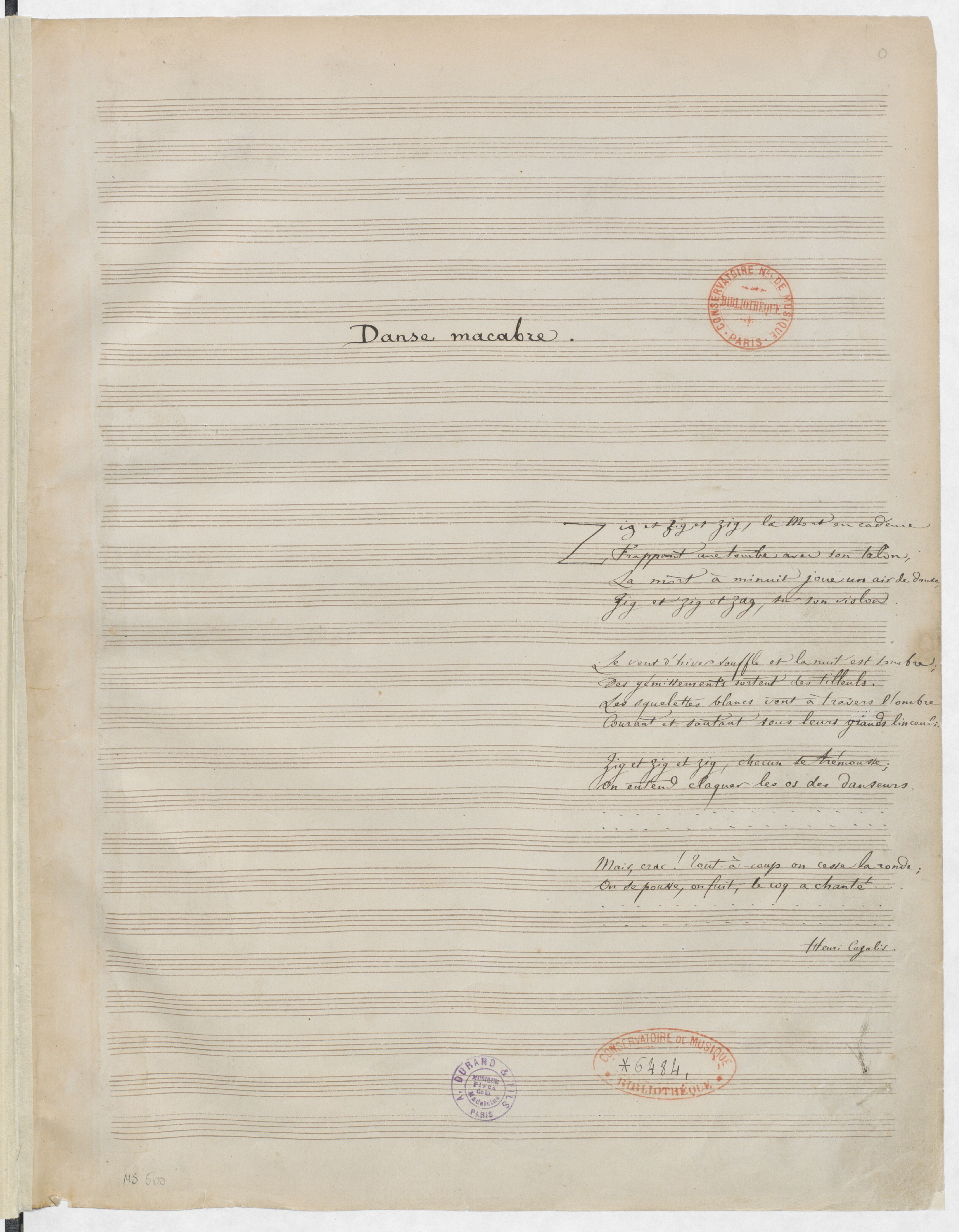
Het originele muziekstuk uit 1874.

Van de Ven schakelde de hulp van de NOS in en kwam via hen in contact met Leon du Bois van de afdeling hoorspelen. Du Bois suggereerde het symfonisch gedicht Danse macabre en beschreef het met de woorden: "De klok slaat twaalf, de Dood stemt zijn viool, en het spookuur breekt aan waarin de geesten ontwaken." Na het beluisteren van het muziekstuk was Van de Ven overtuigd. Het ontwerp werd aangepast om een 'spookviool' in het decor op te nemen, en Du Bois hielp bij het creëren van aanvullende geluidseffecten zoals monnikengezang en donderslagen.
Het geluid van de twaalf plus één klokslagen is opgenomen op de begraafplaats achter de Goirkese kerk te Tilburg, op een bandrecorder bediend door Anton Pieck zelf.
Naast het muziekstuk Danse macabre zijn de nummers "Claws" (gecomponeerd door Marc Rosen voor het label Omnimusic) en "Terza Età" (van het album "Città Notte" van Egisto Macchi) gebruikt in de hoofdshow.
Per 2024 vormt de Danse macabre opnieuw het hoofdthema van de opvolger van het Spookslot, de attractie Danse Macabre.